# Bulbostylis cardiocarpoides
Bulbostylis cardiocarpoides är en halvgräsart som beskrevs av Henri Chermezon. Bulbostylis cardiocarpoides ingår i släktet Bulbostylis och familjen halvgräs. Inga underarter finns listade i Catalogue of Life.